# روبرت كلارك (لاعب كرة قدم أمريكية)
روبرت كلارك (بالإنجليزية: Robert Clark)‏ هو لاعب كرة قدم أمريكية ولاعب كرة قدم كندية أمريكي، ولد في 6 أغسطس 1965 في بروكلين في الولايات المتحدة.

## وصلات خارجية
- روبرت كلارك على موقع مرجع كرة القدم المحترفة.كوم (الإنجليزية)